# Bandurowe (Holowaniwsk)
Bandurowe (ukrainisch Бандурове; russisch Бандурово Bandurowo) ist ein Dorf im westlich des Südlichen Bugs gelegenen Teil der ukrainischen Oblast Kirowohrad mit etwa 1600 Einwohnern (2012).
Das zu Beginn des 18. Jahrhunderts entstandene Dorf liegt am Ufer des Jalanez (Яланець), einem 52 km langen, linken Nebenfluss des Sawran (Саврань, Flusssystem Südlicher Bug), 13 km südlich vom ehemaligen Rajonzentrum Hajworon und 230 km westlich vom Oblastzentrum Kropywnyzkyj. Durch das Dorf verläuft die Regionalstraße P–71.
Am 12. Juni 2020 wurde das Dorf ein Teil der neugegründeten Stadtgemeinde Hajworon, bis dahin bildete es die gleichnamige Landratsgemeinde Bandurowe (Бандурівська сільська рада/Banduriwska silska rada) im Südwesten des Rajons Hajworon.
Am 17. Juli 2020 kam es im Zuge einer großen Rajonsreform zum Anschluss des Rajonsgebietes an den Rajon Holowaniwsk.

## Persönlichkeiten
- Dmitri Nikolajewitsch Kosak (* 1958), Vize-Ministerpräsident der Regierung der Russischen Föderation, kam am 7. November 1958 im Dorf zur Welt.